# Гнилий Ташлик
Гнили́й Ташли́к — річка в Україні, що протікає в межах Черкаської області у Звенигородському та Черкаському районах. Ліва притока Тясмину (басейн Дніпра).

## Опис
Довжина 67 км. Площа водозбірного басейну 572 км². Похил річки 1,7 м/км. Долина трапецієподібна. Річище звивисте, завширшки 10—40 м. Використовується під рибництво. Споруджені ставки, вздовж берегів створюються водоохоронні смуги (заліснення і залуження). Живлення снігове і дощове подекуди підземне. Льодостав триває від грудня до березня. Вода гідрокарбонат. класу з серед. мінералізацією 650 мг/дм³.

## Розташування
Бере початок біля с. Сердегівки. Тече спочатку на південний схід, потім на схід і далі — на північний схід. Впадає до Тясмину на південній околиці міста Сміли.

## Походження назви
Назва «Ташлик» дається невеликим степовим річкам, які протікають у чітко вироблених річкових долинах. Топонім «Ташлик» походить від тюрської назви «таш» — дослівно «кам'яна течія, камінь». У цій частині України геологічною основою служать породи тектонічної структури. Український кристалічний щит — граніт, рідше лабрадорити, дуніти, габра. Щодо самого русла Гнилого Ташлику, то воно проходить здебільшого каньйонами рапаківі.

## Притоки
- Нікуда, Мар'янівка (ліві); Шостачка (права) і невеликі потічки.

## Населені пункти
На берегах річки розташовані населені пункти:
- Куцівка
- Ташлик
- Самгородок
- Санжариха
- Попівка
- Тернівка
- Мала Смілянка